# LR91

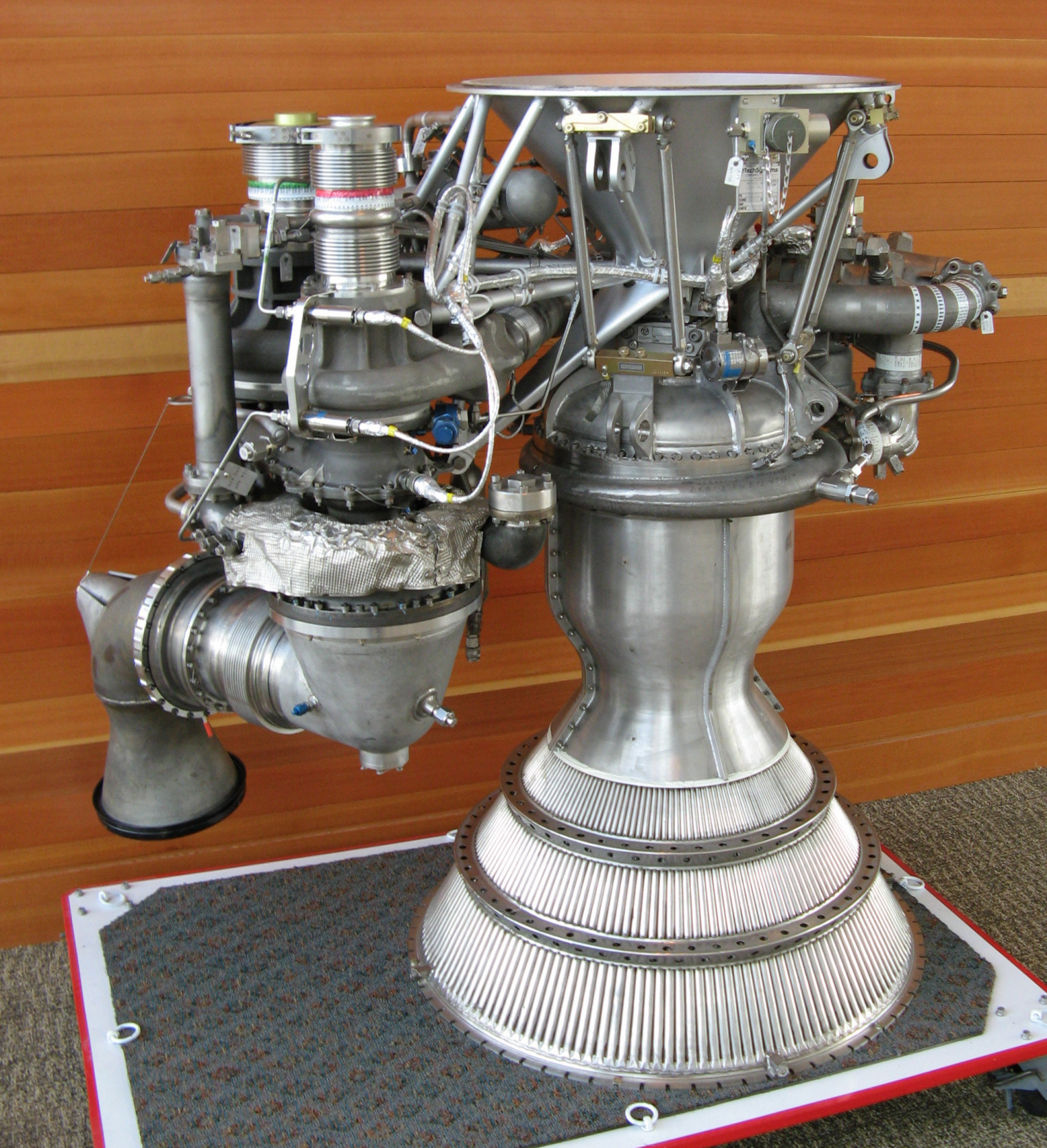

LR91은 미국 타이탄 (로켓)의 상단에 쓰인 추력 47.62톤의 액체 로켓 엔진이다.

## 버전
LR91-3타이탄 I 버전. RP-1/LOX
LR91-5타이탄 II 버전. 에어로진 50/N2O4. 러시아가 주로 쓰는 저장성 액체 추진제
LR91-7LR91-5와 비슷. 제미니 타이탄 II 로켓에 사용. 에어로진 50/N2O4
LR91-9타이탄 III 초기형 버전. 에어로진 50/N2O4
LR91-11타이탄 III 후기형 버전, 타이탄 IV. 에어로진 50/N2O4

## 같이 보기
- 액체 로켓